# Blastobasis rotullae
Blastobasis rotullae là một loài bướm đêm thuộc họ Blastobasidae. Loài này có ở Costa Rica.
Cánh trước của loài này dài 4.2–5.9 mm.

## Từ nguyên
Tên cụ thể của loài này bắt nguồn từ tiếng Latinh rotulla (bánh xe).